# アマミハナサキガエル
アマミハナサキガエル（奄美鼻先蛙、Odorrana amamiensis）は、両生綱無尾目アカガエル科ニオイガエル属に分類されるカエル。

## 分布
日本（奄美大島、徳之島）に分布する固有種。
種小名amamiensisは「奄美産の」の意で、和名や英名と同義。

## 形態
体長はオスが5.6 - 6.9センチメートル、メスが6.8 - 10.1センチメートル。四肢はやや長く、後肢を体に沿って前方に伸ばすと足首の関節が吻端よりも前方に達する。
卵は直径0.3センチメートルで、色彩は淡黄色。幼生は全長2.7 - 2.8センチメートル。頭胴部は細長く、尾は太くて長く丈が低い。体色は黒褐色で、光沢のある黄色い斑点が入る。

## 生態
山地にある常緑広葉樹林内を流れる渓流の周辺に生息する。
繁殖形態は卵生。10 - 翌5月（主に12 - 翌1月）に渓流内にある滝壺や淵の石の下などに卵を産む。野生下では1 − 8月に落ち葉が堆積した淵で幼生の発見例がある。成熟した幼生は全長約3センチメートル。秋までに変態を終え、約1センチメートルの幼体となって上陸する。飼育下では孵化してから108日で上陸した例がある。

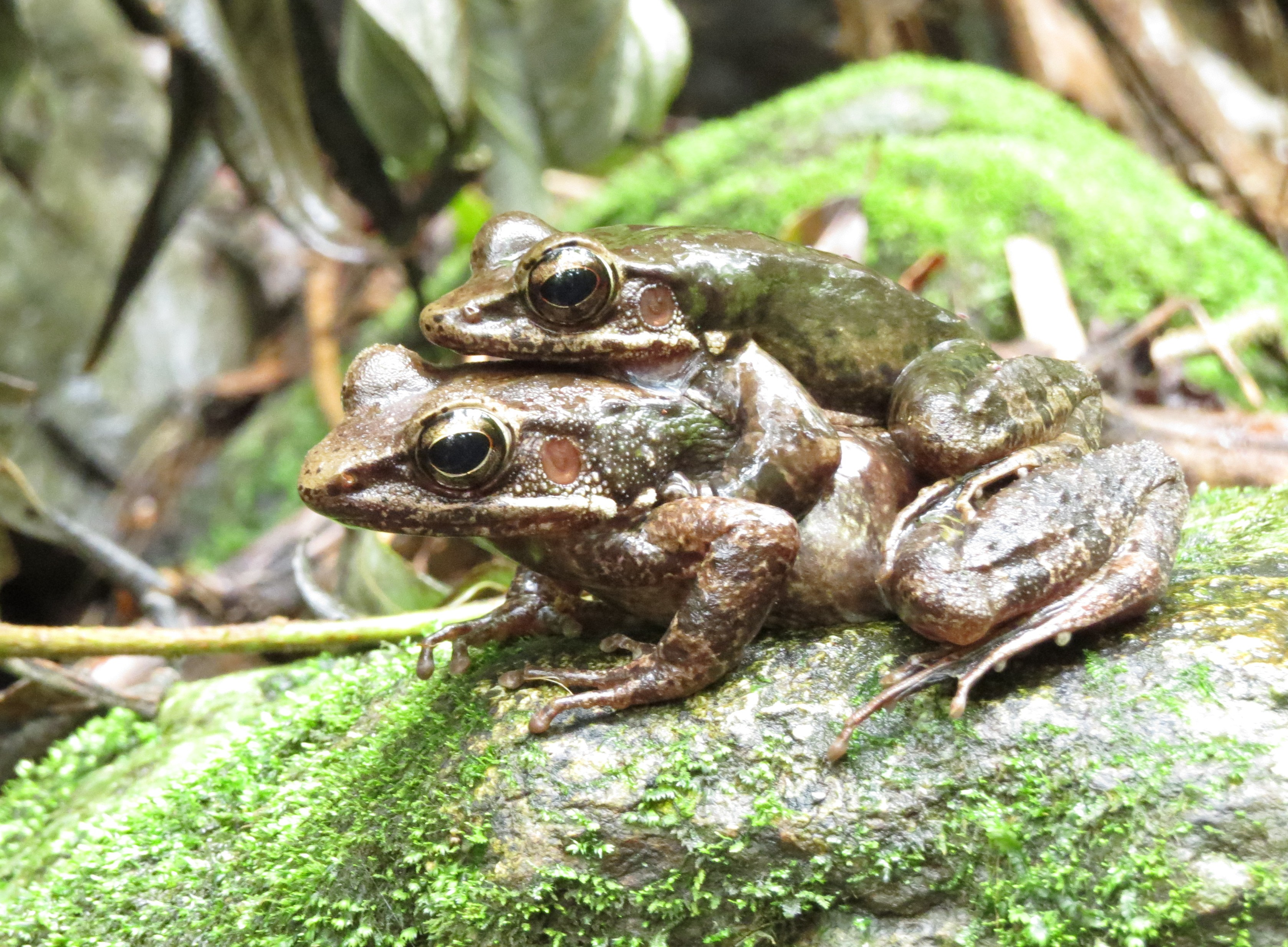
抱接 沢から数十メートル離れた場所で既に抱接していることもある
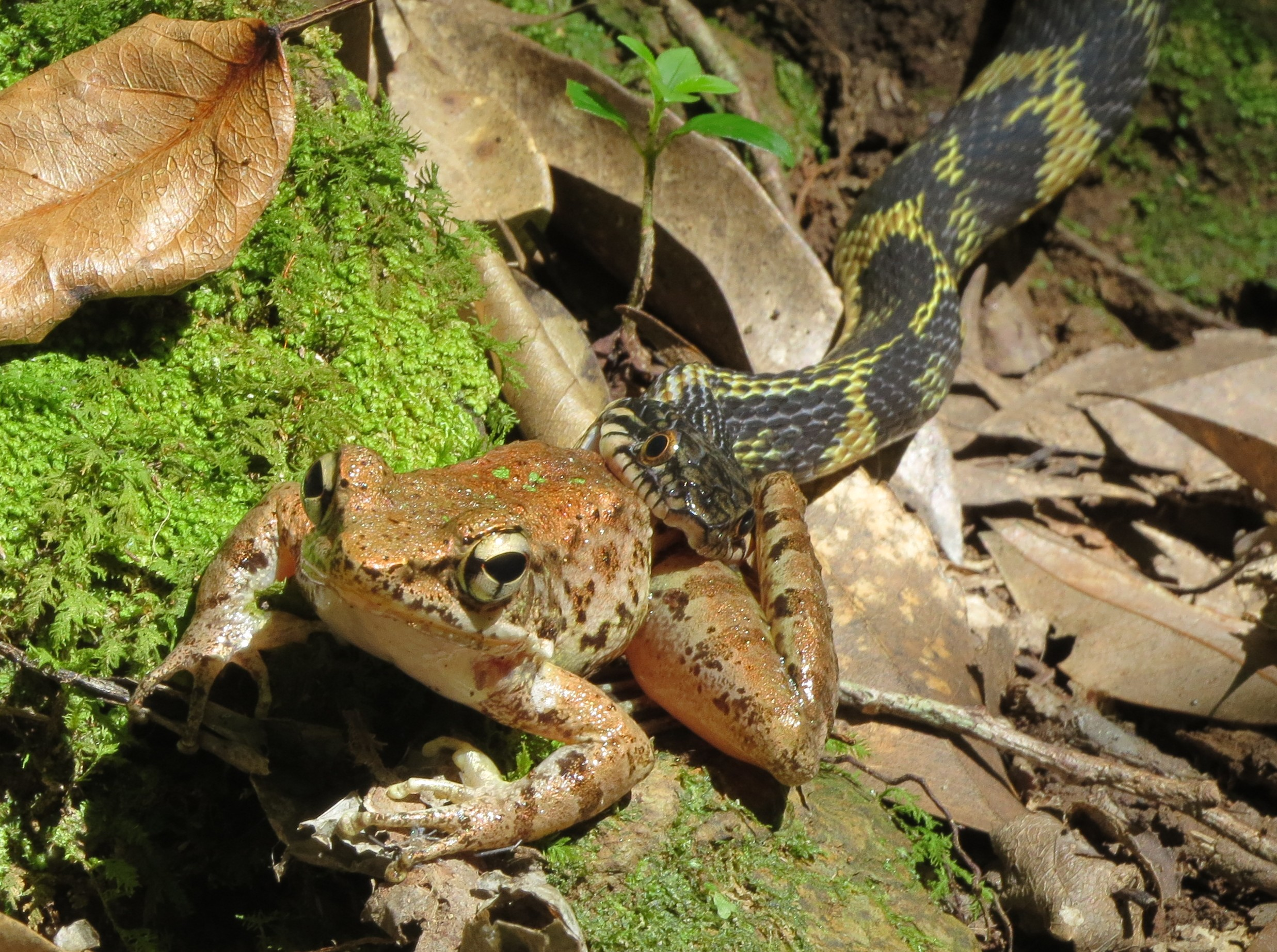
ガラスヒバァによる捕食
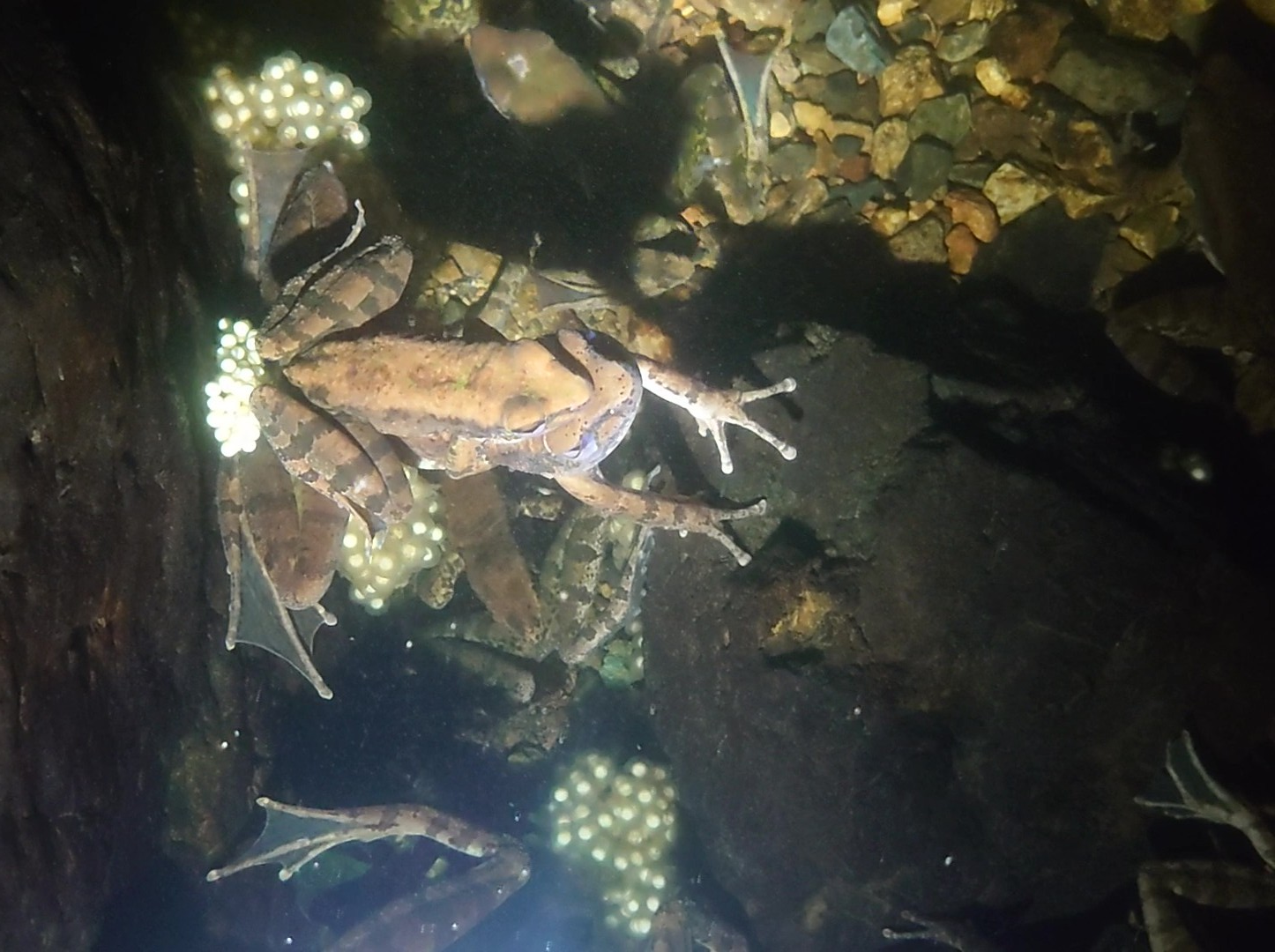
産卵　卵は乳白色。一卵ずつゼラチン質に包まれ卵塊となる
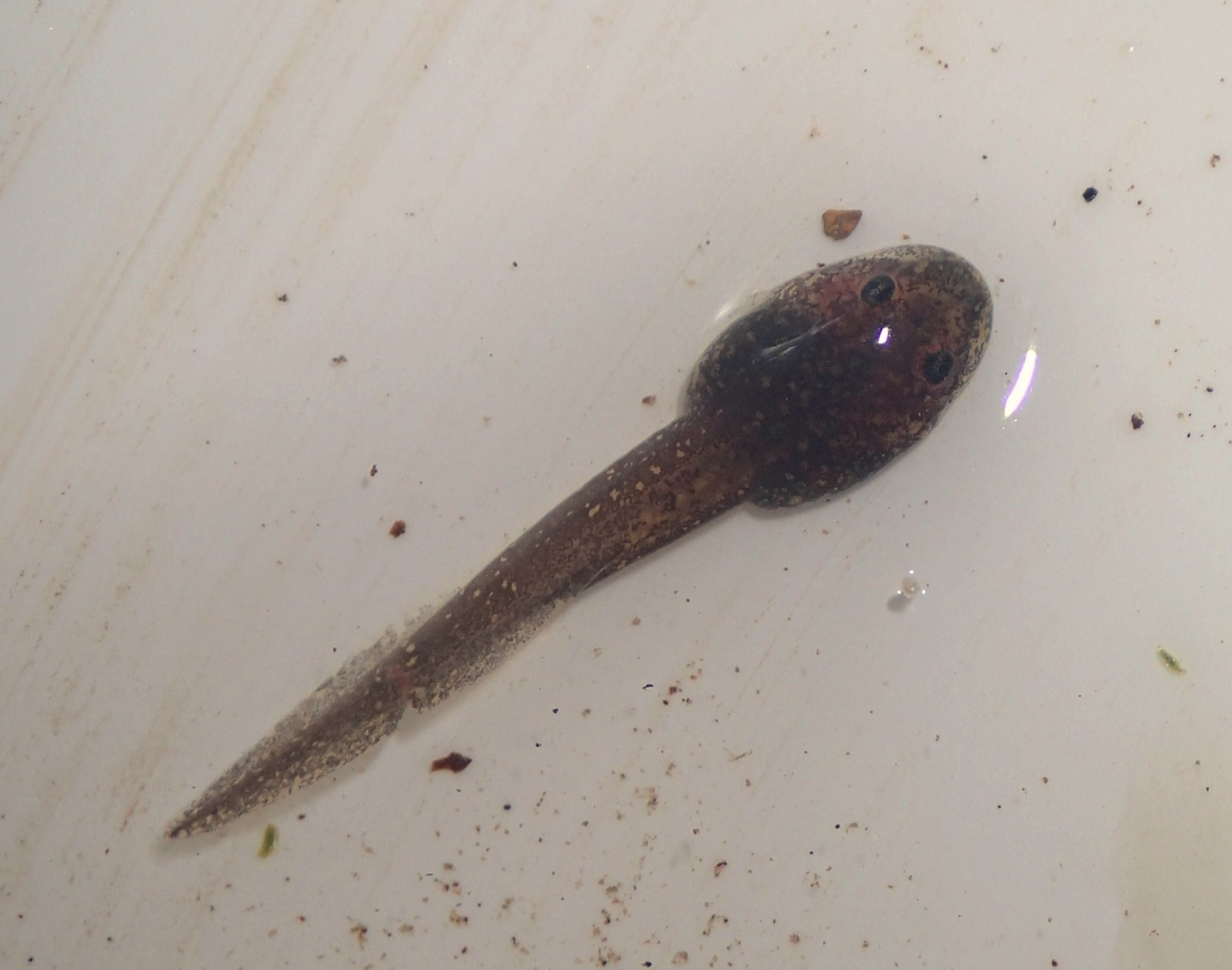
幼生
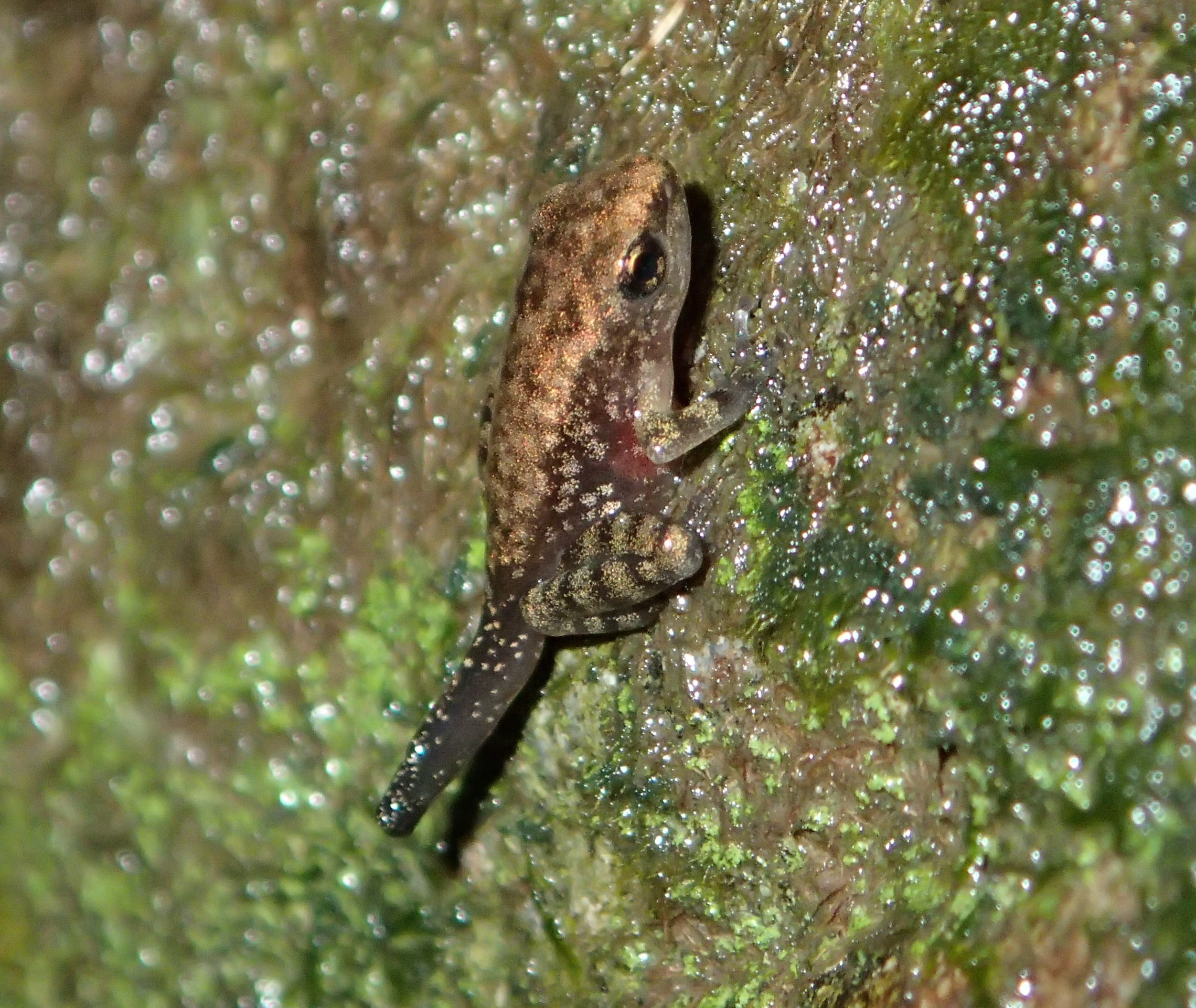
変態中

## 人間との関係
開発による生息地の破壊、水質汚染、外来種のフイリマングースの捕食により、生息数は減少している。
絶滅危惧II類 (VU)（環境省レッドリスト）
鹿児島県では指定天然記念物となっている。